# تشارلز كارسون
تشارلز كارسون (بالإنجليزية: Charles Carson)‏ هو ممثل بريطاني (وحمل سابقاً جنسية المملكة المتحدة لبريطانيا العظمى وأيرلندا)، ولد في 16 أغسطس 1885 بلندن في المملكة المتحدة، وتوفي بنفس المكان في 5 أغسطس 1977.

## وصلات خارجية
- تشارلز كارسون على موقع IMDb (الإنجليزية)
- تشارلز كارسون على موقع قاعدة بيانات برودواي على الإنترنت (الإنجليزية)
- تشارلز كارسون على موقع قاعدة بيانات الفيلم (الإنجليزية)